# (32639) 2050 P-L
2050 P-L (asteroide 32639) é um asteroide da cintura principal. Possui uma excentricidade de 0.22394430 e uma inclinação de 1.28904º.
Este asteroide foi descoberto no dia 24 de setembro de 1960 por Cornelis Johannes van Houten e Ingrid van Houten-Groeneveld e Tom Gehrels em Palomar.